# 厄爾謝格國家公園

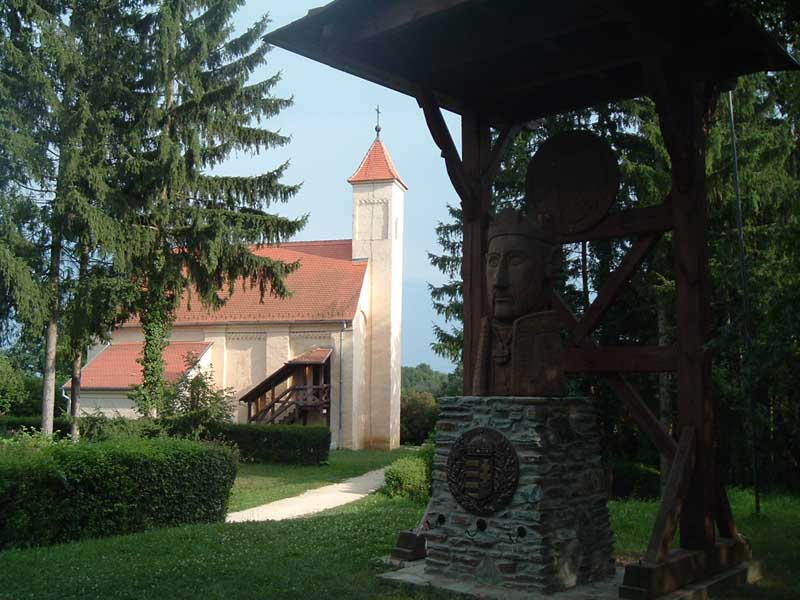

46°52′N 16°25′E / 46.867°N 16.417°E
厄爾謝格國家公園（匈牙利語：Őrségi Nemzeti Park）是匈牙利的國家公園，位於該國西部，毗鄰與奧地利和斯洛文尼亞接壤的邊境，由沃什州負責管轄，始建於2002年，面積440平方公里。